# هاري فريمان (لاعب كريكت)
هاري فريمان (بالإنجليزية: Harry Freeman)‏ (11 يونيو 1860 بملبورن في أستراليا - 7 نوفمبر 1933 في أستراليا) هو لاعب كريكت أسترالي. لعب مع فريق فكتوريا للكريكت وفريق كوينسلاند للكريكت ‏.

## وصلات خارجية
- هاري فريمان على موقع إي آس بي آن كريك إنفو (الإنجليزية)